# فنیل-دی-گالاکتوپیرانوزید
فنیل-دی-گالاکتوپیرانوزید (به انگلیسی: Phenyl-D-galactopyranoside) با فرمول شیمیایی C۱۲H۱۶O۶ یک ترکیب شیمیایی با شناسه پاب‌کم ۱۲۴۳۲۳ است. که جرم مولی آن ۲۵۶٫۲۵۲ g/mol می‌باشد. 